# Auditorium maximum
Das Auditorium maximum (lateinisch größter Hörsaal oder Aula Magna; Kurzform Audimax) ist in aller Regel der größte und repräsentativste Hörsaal einer Hochschule.
Das Audimax bietet meist mehreren hundert Personen Platz, manchmal sogar weit über 1.000 Besuchern. Der Sitzbereich ist meist ansteigend und bogenförmig angeordnet, wodurch auch von den entfernteren Plätzen eine gute Sicht und Akustik garantiert werden soll, ähnlich den griechischen Amphitheatern.
Im Audimax finden Großvorlesungen, aber auch Fest- oder sonstige Großveranstaltungen der jeweiligen Hochschule statt, sofern keine separate Aula zur Verfügung steht. So werden beispielsweise Vollversammlungen der Beschäftigten oder Studenten der Hochschule aufgrund des Platzbedarfes oft im Audimax abgehalten. Ferner gibt es – je nach Hochschul- bzw. Gebäudesituation – die Möglichkeit der Fremdnutzung. Der größte Hörsaal Deutschlands ist mit 1.749 Sitzplätzen das Audimax der Ruhr-Universität Bochum.

Audimax an verschiedenen Hochschulen
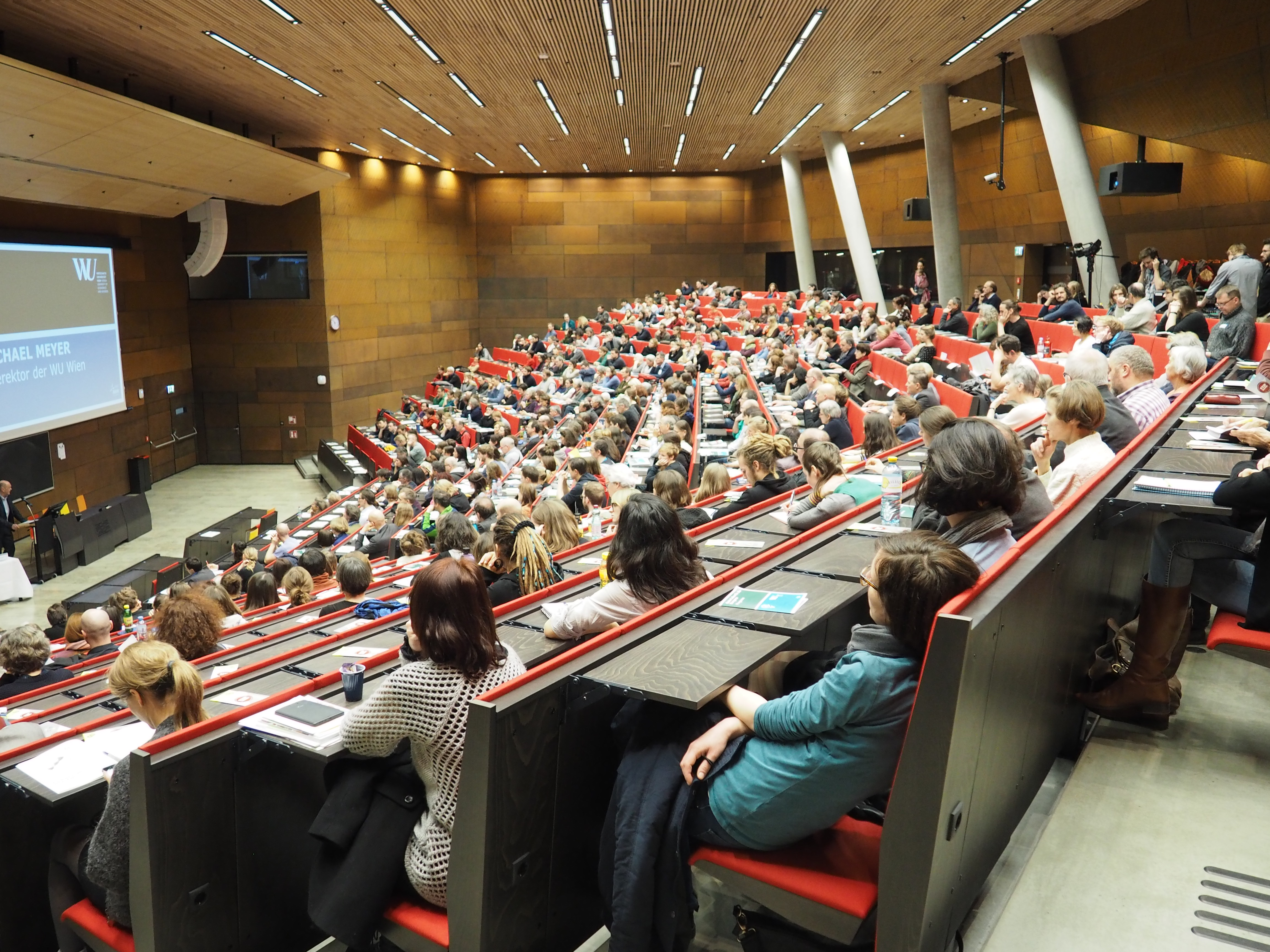
Modernes Audimax an der Wirtschaftsuniversität Wien
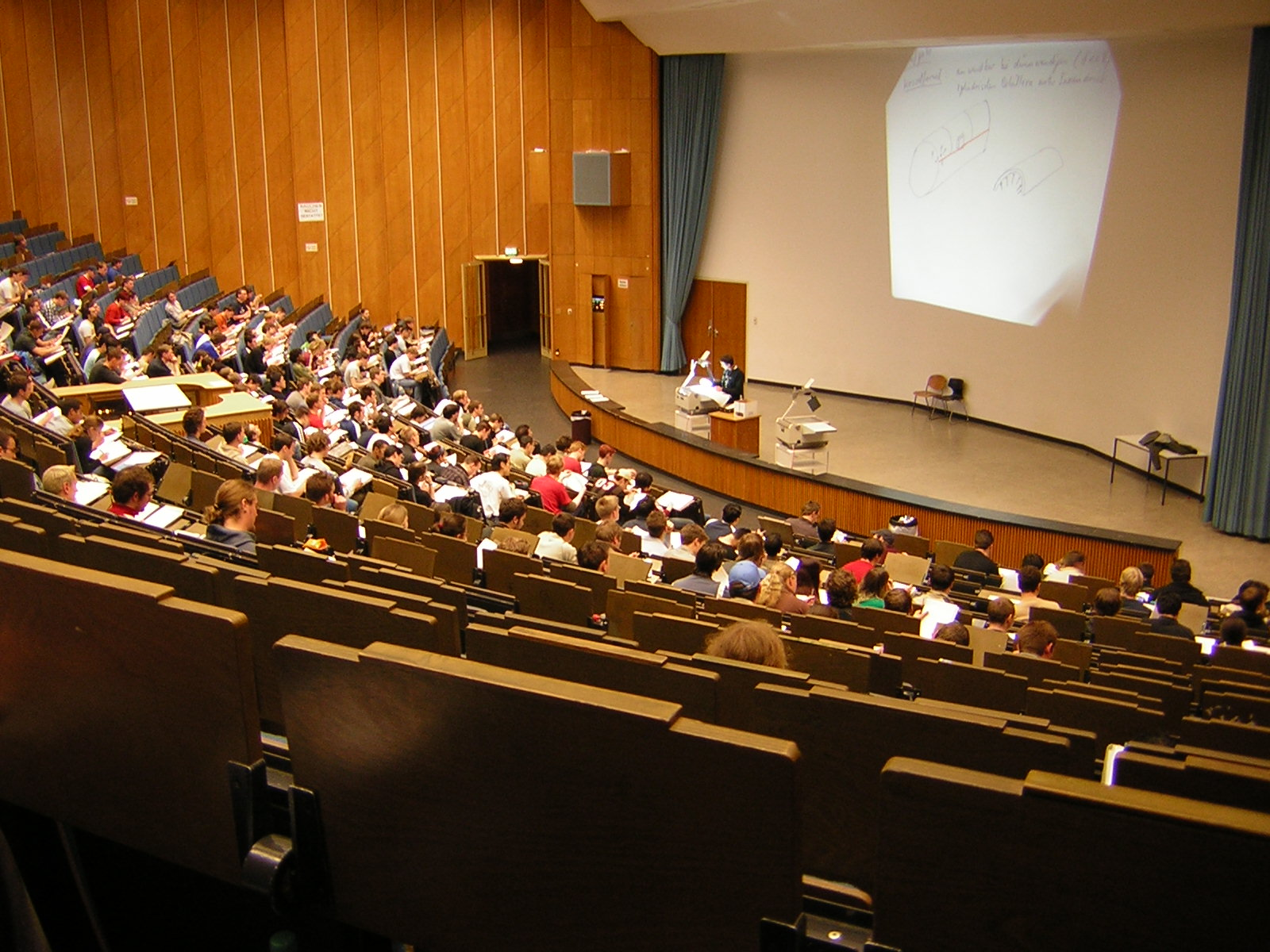
Innenansicht des Audimax der RWTH Aachen
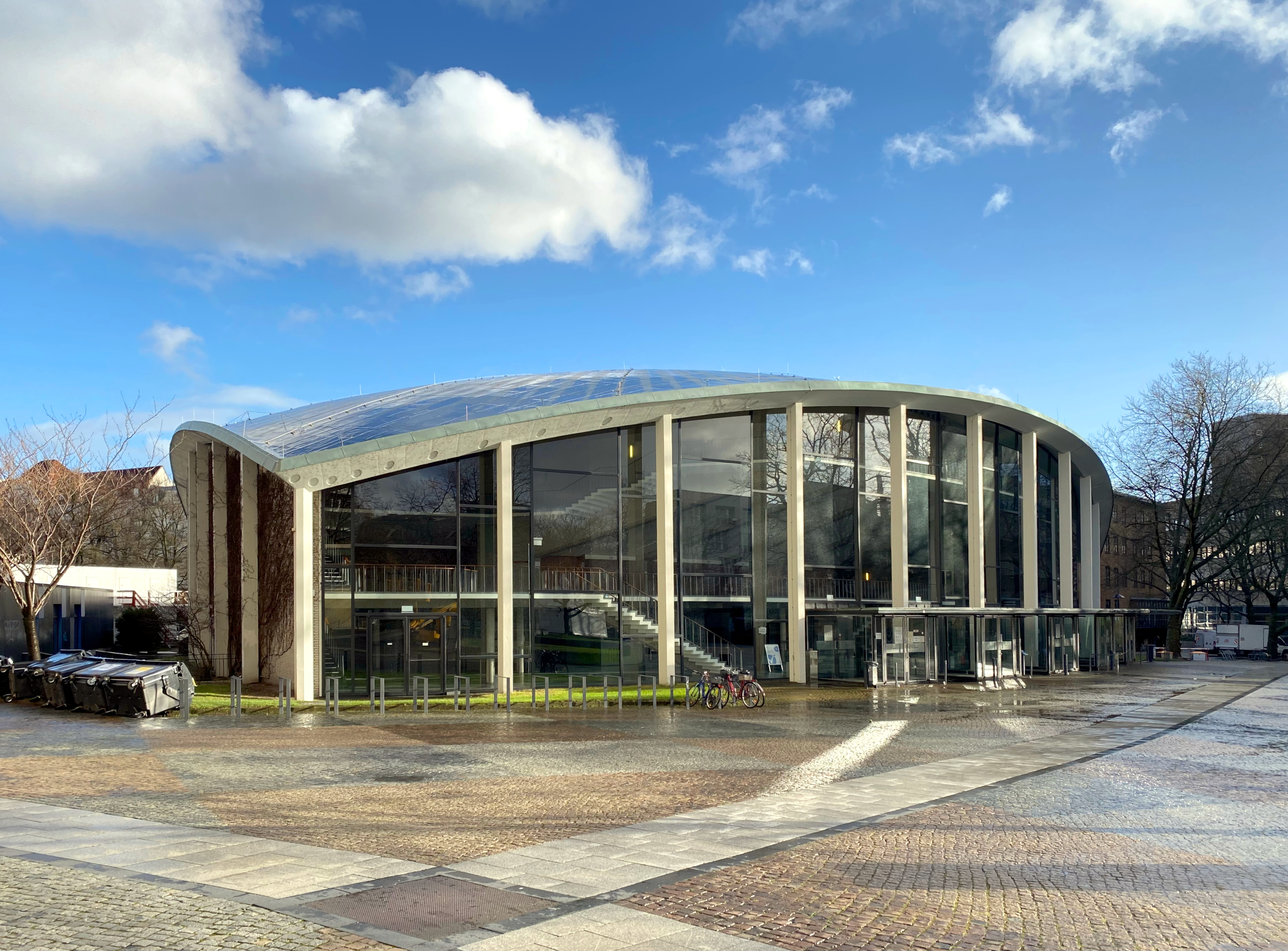
Audimax der Universität Hamburg
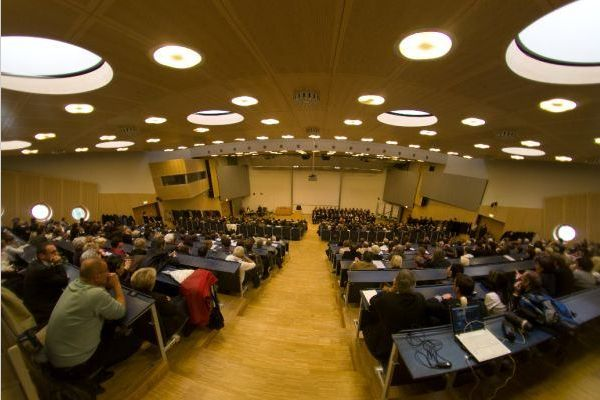
Audimax der Universität Klagenfurt
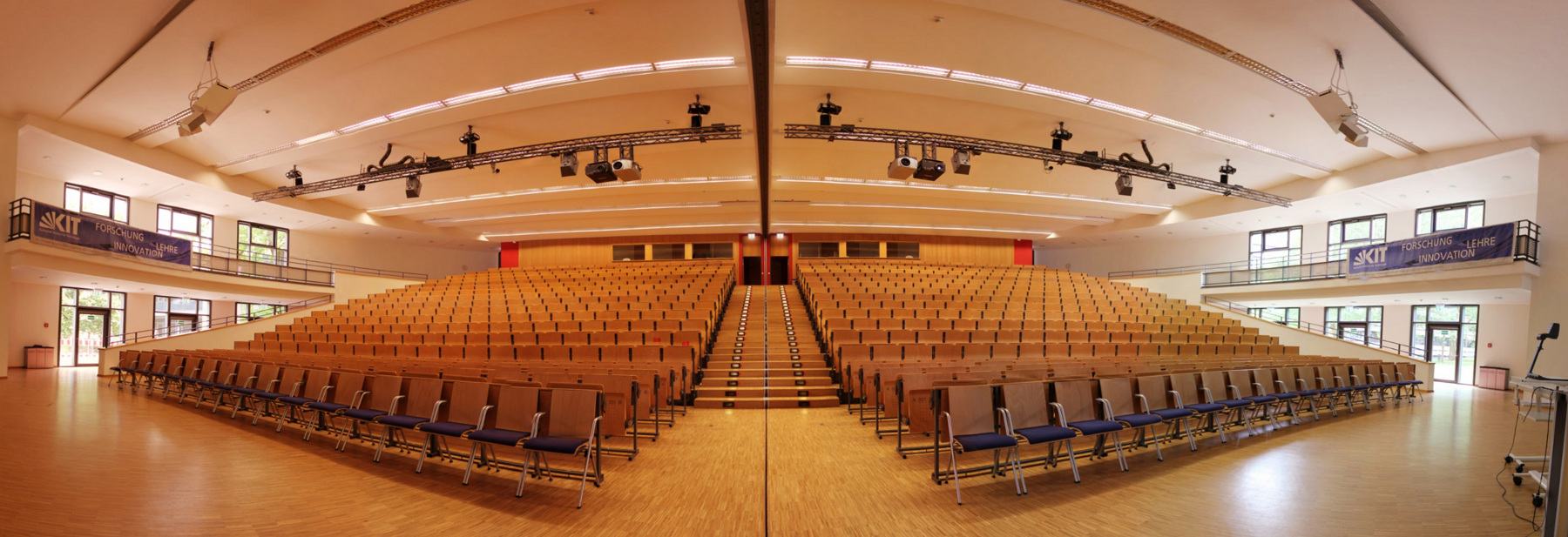
Panorama des teilbaren Audimax-Hörsaals des KIT, Karlsruhe